# Gastrozona fukienica
Gastrozona fukienica är en tvåvingeart som beskrevs av Erich Martin Hering 1953. Gastrozona fukienica ingår i släktet Gastrozona och familjen borrflugor. Inga underarter finns listade i Catalogue of Life.